# Korenić Brdo
Korenić Brdo es un despoblado del municipio de Bosiljevo, situado en el condado de Karlovac, Croacia.

## Demografía
| Gráfica de población de Korenić Brdo 1857-2011                      |
|                                                                     |
| Según los censos de población de la Oficina de Estadísticas Croata. |